# Stockoceros
Genre
Stockoceros est un genre éteint d’herbivores terrestres de la famille des Antilocapridae, vivant en Amérique du Nord du Pléistocène, entre −2 millions d’années et −12 000 ans.
L'extinction du genre Stokockoceros a suivi l'arrivée des Paléoaméricains en Amérique du Nord.

## Systématique
Pour Paleobiology Database, Stockoceros a été créé par Morris F. Skinner (d) en 1942, dès lors que pour BioLib ce genre l'a été par Childs Frick en 1937. De fait, Frick a créé Stockoceros comme étant au niveau sous-genre.

## Liste d'espèces
Selon BioLib (1 novembre 2020) :
- Stockoceros conklingi (Stock, 1930) †
- Stockoceros onustrosagris (Roosevelt & Burden, 1934) †

## Description
Stockoceros étaient des antilocapres à quatre cornes.

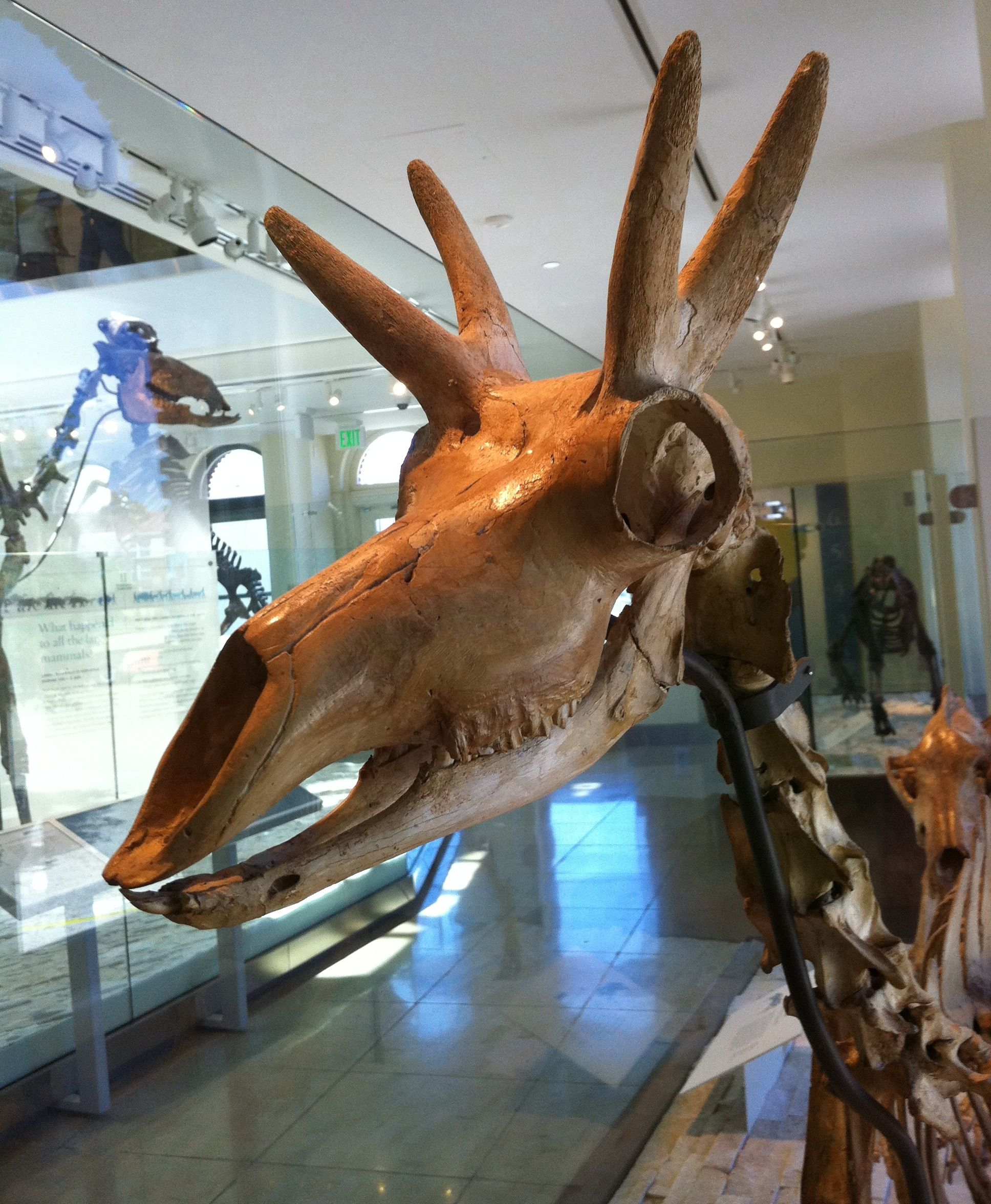
Crâne de Stockoceros conklingi.

## Occurrence
Au total, une quinzaine de spécimens fossiles ont été découverts dans l'Ouest des États-Unis et au Mexique. 

## Publications originales
- (en) Childs Frick, « Horned ruminants of North America », Bulletin of the American Museum of Natural History, New York, Musée américain d'histoire naturelle, vol. 69,‎ 31 mars 1937, p. 1-669 (ISSN 0003-0090 et 1937-3546, OCLC 1287364, lire en ligne).
- (en) Morris F. Skinner, « The fauna of Papago Springs Cave, Arizona ; and, A study of Stockoceros ; with, Three new antilocaprines from Nebraska and Arizona », Bulletin of the American Museum of Natural History, New York, Musée américain d'histoire naturelle, vol. 80, no 6,‎ 1942, p. 143-220 (ISSN 0003-0090 et 1937-3546, OCLC 1287364, lire en ligne).